# Meliton Kantaria
Meliton Varlamis dze Kantaria (em georgiano: მელიტონ ვარლამის ძე ქანთარია; Vila de Djvari, Distrito de Zugdidi, Província de Kutaisi, 5 de outubro de 1920 - Moscou, 26 de dezembro de 1993) foi um Sargento Júnior do Exército Vermelho, que junto com o sargento Mikhail Egorov, sob a liderança do tenente Aleksei Berest, hasteou a Bandeira da Vitória no topo do edifício do Reichstag. Foi condecorado com o título de Herói da União Soviética em 1946.

## Biografia
Nasceu em 5 de outubro de 1920, em uma família camponesa na vila (hoje cidade) de Djvari. Era de etnia mingreliana. Tinha educação até a 4ª série. Antes de ser convocado para o Exército Vermelho em 1938, trabalhava em um kolkhoz (cooperativa agrícola).
Participou da Grande Guerra Patriótica a partir de dezembro de 1941 como batedor do 756.º Regimento de Fuzileiros da 150.ª Divisão de Fuzileiros, 3.º Exército de Choque da 1.ª Frente Bielorrussa. Durante a Batalha de Berlim, foi um dos primeiros, junto com o sargento Mikhail Egorov, a hastear a Bandeira da Vitória no telhado do Reichstag, sob comando do tenente Aleksei Berest.
Por esse feito, recebeu o título de Herói da União Soviética por decreto do Presidium do Soviete Supremo da URSS em 8 de maio de 1946, junto com a Ordem de Lenin e a medalha Estrela de Ouro nº 7090.
Após ser desmobilizado em 1946, retornou à sua terra natal, voltou a trabalhar em kolkhoz e também com pequeno comércio. Depois se mudou para Sucumi, capital da RSSA da Abecásia, onde foi diretor de loja. Em 1947, ingressou no Partido Comunista. Foi deputado do Soviete Supremo da Abecásia.
Em 1965, junto com Egorov e Konstantin Samsonov, carregou a Bandeira da Vitória no Desfile da Vitória na Praça Vermelha, em Moscou. Os três repetiram o ato na manifestação do Dia do Trabalho em 1970.
Segundo seu neto, Gueorgui, Meliton Kantaria era persistente e determinado, mas não gostava de falar sobre seu feito. Até 1965, trabalhava como chefe de equipe de carpinteiros e morava na cidade de Ochamchira, na RSSA da Abecásia. Pouco depois, foi eleito deputado do Soviete Supremo da Geórgia.

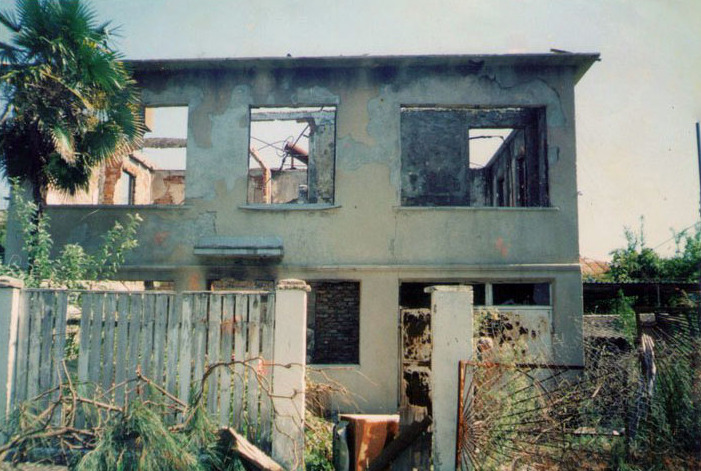
Casa de Meliton Kantaria em Ochamchire, Abecásia, destruída durante os combates

Durante a guerra entre georgianos e abecazes, foi forçado a deixar sua casa com a família, indo primeiro para Tbilisi e, em 1993, para Moscou com os filhos. Com ajuda do comitê de veteranos, conseguiu apenas um pequeno apartamento de um cômodo nos arredores da cidade, e foi colocado em fila de espera para moradia, que só foi atendida após sua morte (a família recebeu um novo apartamento).
Kantaria morreu em 26 de dezembro de 1993, em um trem a caminho de Moscou, onde buscava o status de refugiado. O atestado de óbito foi emitido pelo Hospital Clínico nº 64 de Moscou, onde ocorreu o velório — sem a presença de autoridades.
Devido à guerra, não foi possível enterrá-lo no cemitério da família na Abecásia. No início de janeiro de 1994, ele foi sepultado em Djvari, no distrito de Tsalenjikha, no oeste da Geórgia, no terreno da terceira escola pública local. Desde 2011, essa escola leva seu nome.
Foi cidadão honorário de Berlim entre 8 de maio de 1965 e 29 de setembro de 1992.

## Família
O pai de Meliton, Varlam Kantaria (1890–1963), lutou na Primeira Guerra Mundial no Exército Imperial Russo, foi ferido em combate e condecorado com ordens militares. Durante a Grande Guerra Patriótica, atuou no abastecimento de alimentos para a linha de frente, recebendo as medalhas “Pela Defesa do Cáucaso” e “Pelo Trabalho Valente na Grande Guerra Patriótica 1941–1945”.
Sua mãe se chamava Lídia (1896–1985).
Meliton Kantaria teve duas famílias: com sua primeira esposa georgiana teve três filhos. Nos últimos anos de vida, viveu com uma esposa russa, mas nunca rompeu o contato com a primeira, que não permitia que ele fosse julgado. A primeira esposa faleceu em 1984, vítima de câncer no estômago; a segunda morreu um ano antes, em 1983.
Ele teve dois filhos: Rezo (1939–2000) e Shota (1942–2013).
Sua filha, Tsiala, nasceu em 4 de junho de 1946 na vila de Agubedia, distrito de Ochamchira. Desde 1996 vive na Grécia, onde também moram sua filha Nanuli (casada com um cidadão grego) e seu filho Tengiz (casado com uma cidadã georgiana).
Dois irmãos de Meliton, Aleksei e Ambako, faleceram no final da década de 1990. Um terceiro irmão, Shalva, morreu em dezembro de 2014. Todos viviam em Djvari, terra natal do pai Varlam. Parte da família ainda vive no distrito de Tsalenjikha; o restante mora em Tbilisi, na Rússia e na Grécia. As irmãs de Meliton, Ania e Laiso, vivem na vila de Muzhava, também no distrito de Tsalenjikha.

## Memória

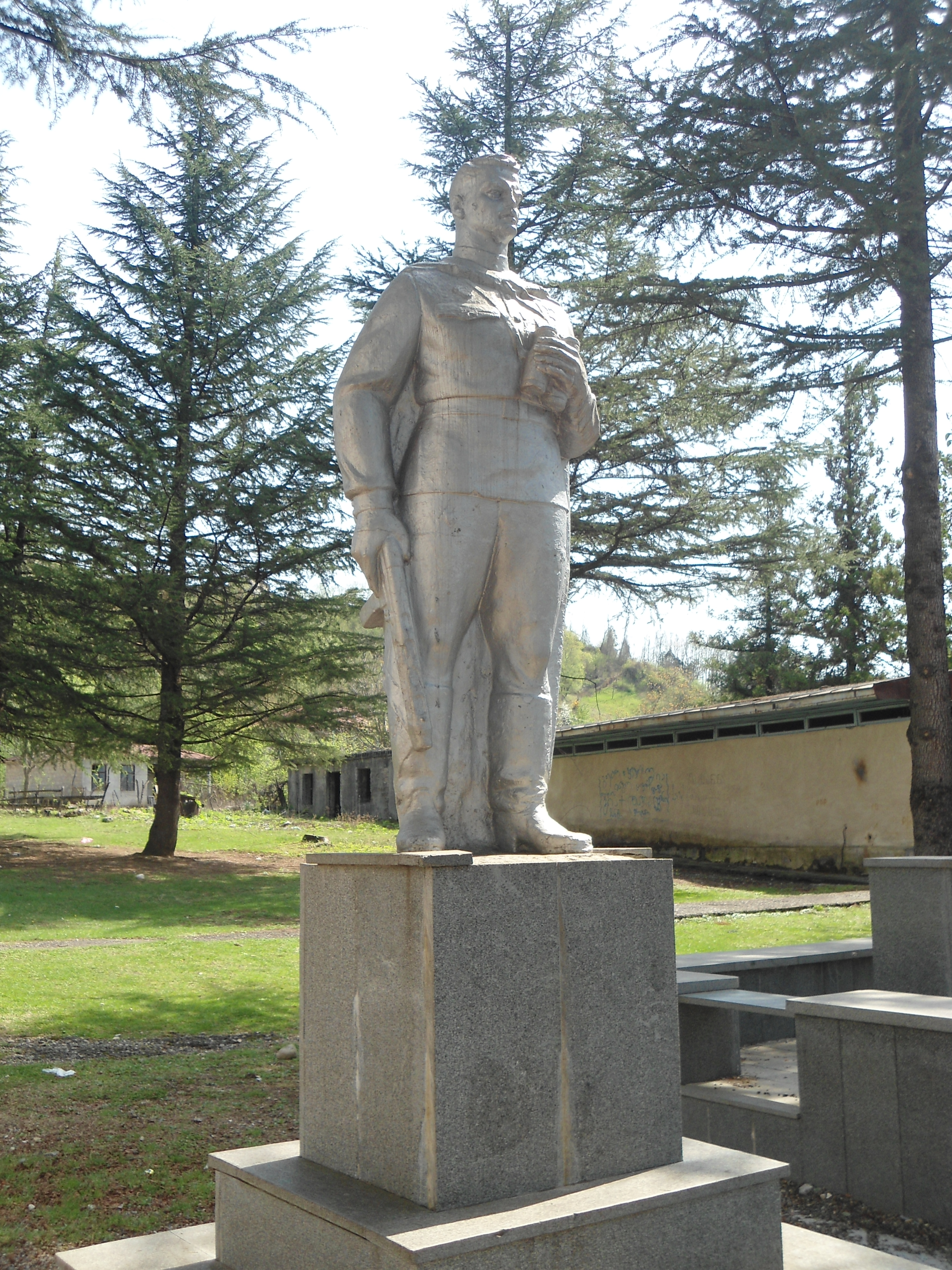
Um monumento a Meliton Kantaria na escola que leva seu nome

- Na primavera de 1945, o escultor Ivan Pershudchev criou um retrato escultórico de Meliton Kantaria.
- A partir de 8 de maio de 1965, Kantaria foi declarado Cidadão Honorário de Berlim, título que foi retirado em 29 de setembro de 1992.
- Em 2010, foi inaugurado em Moscou, na Colina Poklonnaya, um memorial dedicado à luta do povo soviético contra os agressores nazistas na Grande Guerra Patriótica. A composição escultórica apresenta figuras em tamanho real de Egorov e Kantaria, ambos armados e segurando juntos o mastro da bandeira soviética no topo do Reichstag em ruínas.[10]
- Bustos de Meliton Kantaria foram instalados em Djvari e em Tbilisi (este último em 2016).[11]